# Златна треска във Виктория
Златната треска във Виктория е период от историята на тогавашната колония Виктория на континента Австралия, приблизително между началото на 1850-те и края на 1860-те години. За 10 години населението на Австралия почти се утроява.

## Общ поглед
По време на този период Виктория доминира в световен мащаб по добив на злато. Градът Баларат за кратко е на първо място по производство на злато.
Откриването на залежи от злато в Бийчуърд, Баларат и Бендиго разпалват златна треска подобна на тази в Калифорния. В нейната най-висока точка, около два тона злато на седмица се вливат в Съкровищницата на Мелбърн.
Периодът на треската развива икономиката на Виктория. Тя преминава от овцевъдство, което е развито около заселниците, в заформящо се индустриално и малко земеделско общество. Социалното влияние на златото върху населението на Виктория бързо нараства и липсата на свободна земя за малкото земеделие поражда масови социални вълнения. Тези продължителни вълнения около земята и малкото земеделие завършват с бунтовете в Кели.
Мелбърн е основния град, бележещ възход по време на златната треска. Градът става център на колонията с железопътни връзки, разпространяващи се до областните градове и пристанища. В политически план, златотърсачите във Виктория въвеждат избирателното право за мъжете и тайното гласуване, основаващи се на принципите в Чартисткото движение. Когато златото започва да губи влияние, натискът за реформи около земята, протекционизма и политическа реформа нараства и предизвиква социални борби. Мелбърнското споразумение от 1857 година изисква реформа за земята. Мелбърн се превръща в един от най-големите градове в Британската империя и в света. Треската за злато е последвана от китайците през 1854 година. Тяхното присъствие на полетата със злато в Бендиго, Бийчуърд и областта Брайт довеждат до бунтове, входящи данъци, убийства и разделение в кратък срок, което се превръща в основа на политиката за „Бяла Австралия“. Накратко, златната треска е революционно събитие, което променя Виктория в социален и политически план.

## История
До 1840 година изминават почти пет години от създаването на град Мелбърн, разположен в южната част на Виктория. Населението нараства равномерно в града и околностите му, като броят на жителите достига до около 10 000 души.
На 1 юли 1851 година жителите на Мелбърн, тогава наброяващи 29 000 души, празнуват отделянето от Нови Южен Уелс и създаването на колонията Виктория. Дни по-късно е открито злато в новосъздадената колония. Първото откритие на злато е направено през юли 1851 година в Clunes от Джеймс Езмънд. Ново откритие е направено от Луис Мишел и Уилям Маккей Абърдийн близо до Уоръндайт и то е наградено от новото правителство на Виктория. На 2 август 1851 година Томас Хискок открива злато в Бънинйонг, който е разположен близо до Баларат.
На 20 юли 1851 година Томас Питърс открива зрънца злато в район, който днес е известен с името „Specimen Gully“. Съобщение за откритието е публикувано в ежедневника „Аргус“ на 8 септември 1851 година, довеждащо до златна треска към връх Александър и мината Форест Крийк, разположени близо до днешния град Кесълмейн.
Палатков град с името „Кенвъс Таун“ е изграден в Южен Мелбърн. Скоро областта около селището става крайно бедна, заради десетките хиляди емигранти от цял свят, особено от Ирландия и Китай, които пристигат в града, за да търсят късмет в полетата със злато. Градчета, със значително население от китайци, са основани в Чайнатаун (Мелбърн), Бендиго и Кесълмейн.
Само в град Валхала са произведени над 50 тона злато за 40 години миньорска дейност в Кохън Рийфс.